# Ramy
Ramy és una sèrie de televisió de comèdia dramàtica estatunidenca que es va estrenar el 19 d'abril de 2019 a Hulu. El maig de 2019, Hulu va renovar la sèrie per a una segona temporada, que es va estrenar el 29 de maig de 2020. La sèrie és protagonitzada per Ramy Youssef com a personatge principal. El juliol de 2020, Hulu va renovar la sèrie per a una tercera temporada, que es va estrenar el 30 de setembre de 2022. S'ha subtitulat al català per a FilminCAT.
La sèrie ha estat elogiada per la seva representació dels musulmans estatunidencs quan la majoria de representacions de la cultura pop occidental són "normalment com els dolents". El gener de 2020, Youssef va ser guardonat amb el Globus d'Or al millor actor en una sèrie de televisió musical o comèdia pel seu paper a Ramy. A més, Youssef va ser nominat a dos premis Primetime Emmy a la millor direcció d'una sèrie de comèdia i al millor actor destacat en una sèrie còmica, i el 2020 també va rebre el premi Peabody.